# 春日井美紀
春日井 美紀（かすがい みき、1977年7月6日 - ）は、日本の元タレント。神戸女学院大学卒業。元舞夢プロ所属。現在は会社員。

## 来歴・人物
1997年4月、日本テレビ系のトーク番組『恋のから騒ぎ』にレギュラー出演（4期生)。番組最後の「愛の説教部屋」にも3回登場している。番組終了後、自身の子育てで関わりが減ったこともあるが、共演者との交流は続けている。
子供の頃からの阪神ファンでサンテレビの『熱血!!タイガース党』やGAORAの『亀ちゃんのタイガースに檄!』などの阪神タイガースの応援番組、釣りビジョンの番組にも出演していた。
2000年1月26日、娘を出産
。

## プロフィール
- 身長・・・160cm
- 体重・・・42kg
- サイズ・・・バスト80cm、ウエスト56cm、ヒップ83cm
- 血液型・・・A型
- 趣味・・・英会話、野球観戦
- 資格・・・普通自動車免許、着物着付け講師資格、珠算初段

## 過去の出演番組
- 恋のから騒ぎ（日本テレビ・1997年4月～1998年3月）
- 熱血!!タイガース党（サンテレビ）
- 亀ちゃんのタイガースに檄!（GAORA）
- 関西発!海釣り派（釣りビジョン）